# Huygensgebouw
Het Huygensgebouw is een bouwwerk in de Nederlandse stad Nijmegen dat deel uitmaakt van de Radboud Universiteit Nijmegen. Het gebouw huisvest de faculteit natuurwetenschappen, wiskunde en informatica (FNWI) en is vernoemd naar de 17e-eeuwse wetenschapper Christiaan Huygens. De bouw ervan begon in 2002. In 2005 werden de eerste twee vleugels in gebruik genomen en op 8 mei 2007 werd het gebouw officieel geopend door Koningin Beatrix door het in beweging stellen van de Slinger van Foucault in de ingangshal.

## Omschrijving
Het gebouw is gebouwd op de plaats van het voormalige Universeel Laboratorium (UL) van dezelfde faculteit FNWI. Het bestaat uit vier bouwvolumes (de "vleugels") van elk vier verdiepingen, die met elkaar verbonden zijn via een tussengebouw (de "straat"). Midden in het gebouw bevindt zich een centraal plein.
Het Huygensgebouw is via een al langer bestaand ondergronds gangenstelsel verbonden met het gebouw Mercator 3, het NanoLab Nijmegen en het Goudsmitpaviljoen, die beide ook deel uitmaken van dezelfde faculteit. In de parkeerkelder is een aparte bevoorradingsgang gescheiden van het autoverkeer aan het parkeerdek opgehangen om het vervoer van chemische stoffen gescheiden te houden van de overige bewegingsstromen.
Bovenop het dak bevinden zich  twee optische telescopen; een klassieke lenzenkijker en een moderne catadioptrische spiegeltelescoop.De lenzenkijker (ook wel refractor genoemd) is uniek: de tubus en de focusseerinrichting, alsook de zoeker, zijn in 1905 gebouwd door Maurice Manent. Het objectief is gebouwd en getest in 1932, door Dr. André Couder.
Op het dak van de noordelijk gelegen vleugel bevindt zich een radiotelescoop. Deze 2-elements-radio interferometer (RIF) bestaat uit twee onderling verbonden 3.5m schotels en is op 29 juni 2012 hernoemd tot Ulrich J. Schwarz Radio Interferometer.
Aan de achterzijde is het Standbeeld voor Marjolein Kriek gesitueerd. Marjolein Kriek was de eerste vrouw ter wereld waarvan het volledige genoom werd gesequencet. Het Centre for Society and Genomics (CSG) schonk het kunstwerk in 2011 aan de Radboud Universiteit. Het beeld stond eerder aan het toernooiveld, niet ver van de huidige plek.
Het werk werd gepresenteerd in samenwerking met de Tentoonstellingscommissie FNWI. Het kunstwerk "bespiegelt de relatie tussen mens en techniek: de systemen waarmee we ons omringen en de netwerken waarin we ons bewegen en er samen mee mee evolueren, zelfs in gevangen raken, maar hoe dan ook omgang mee hebben."

## Fotogalerij

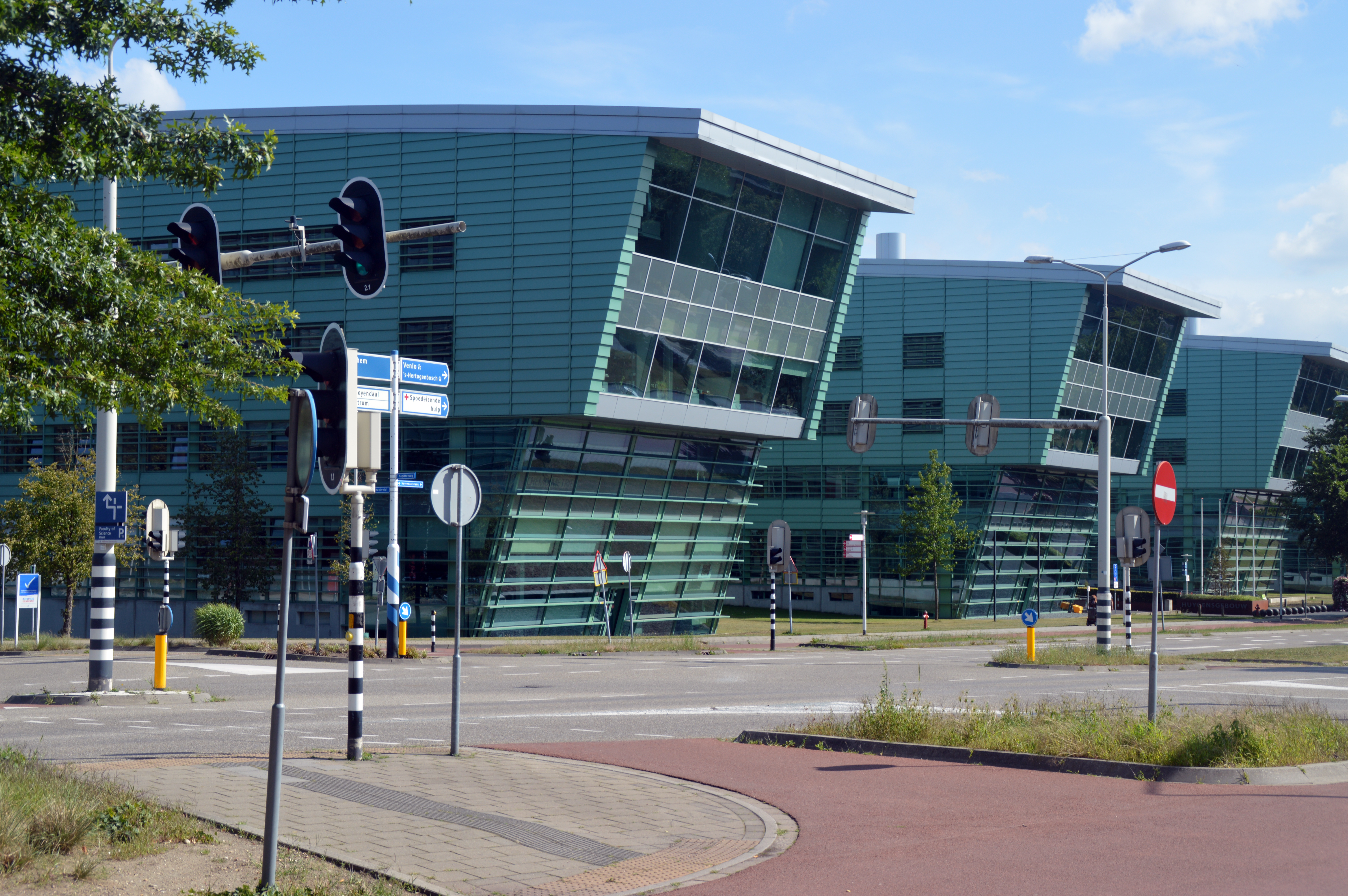
Huygensgebouw voorzijde.
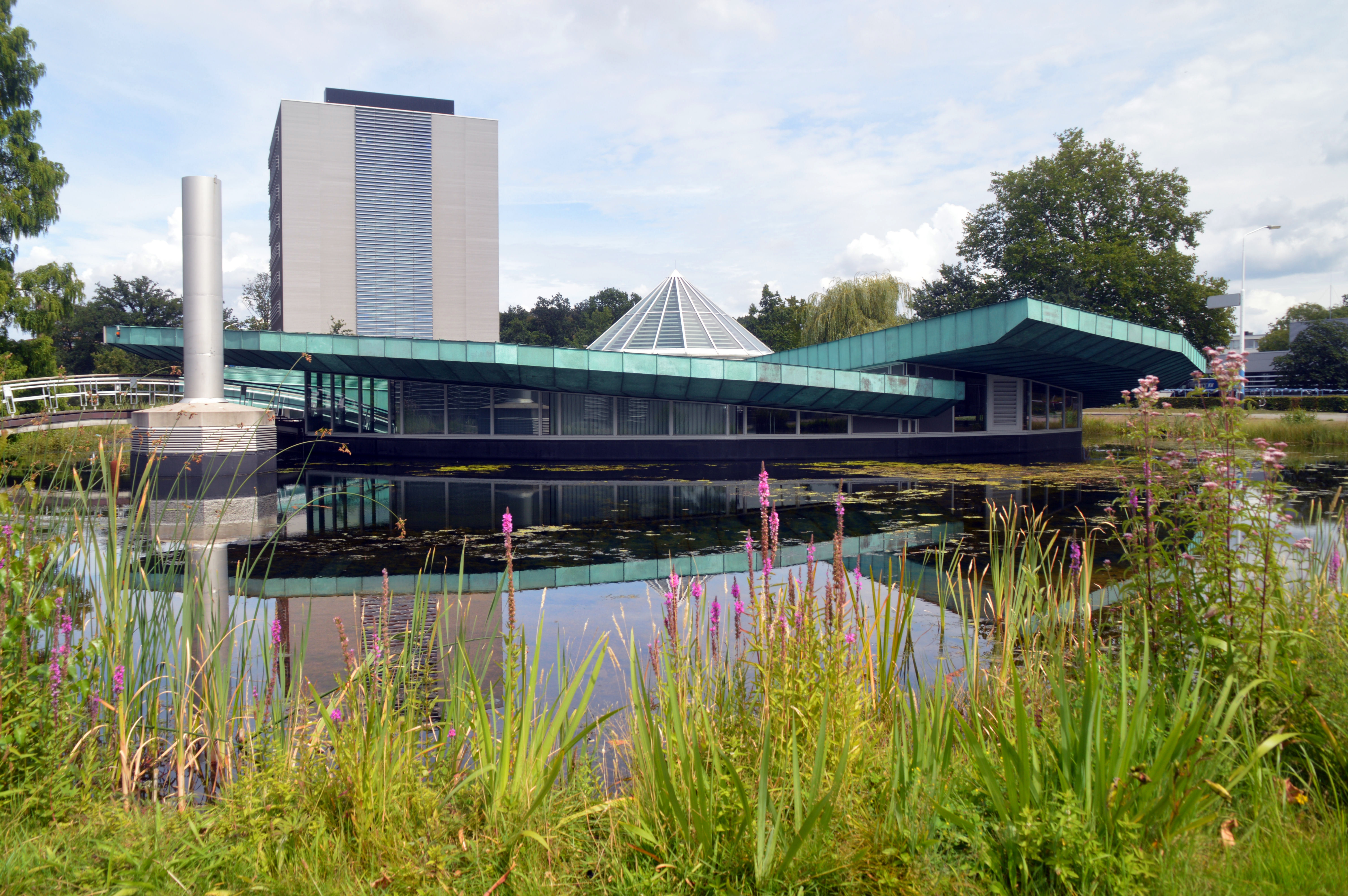
Het Goudsmitpaviljoen voor Nuclear Magnetic Resonance-onderzoek. Op de achtergrond het Mercator II gebouw.
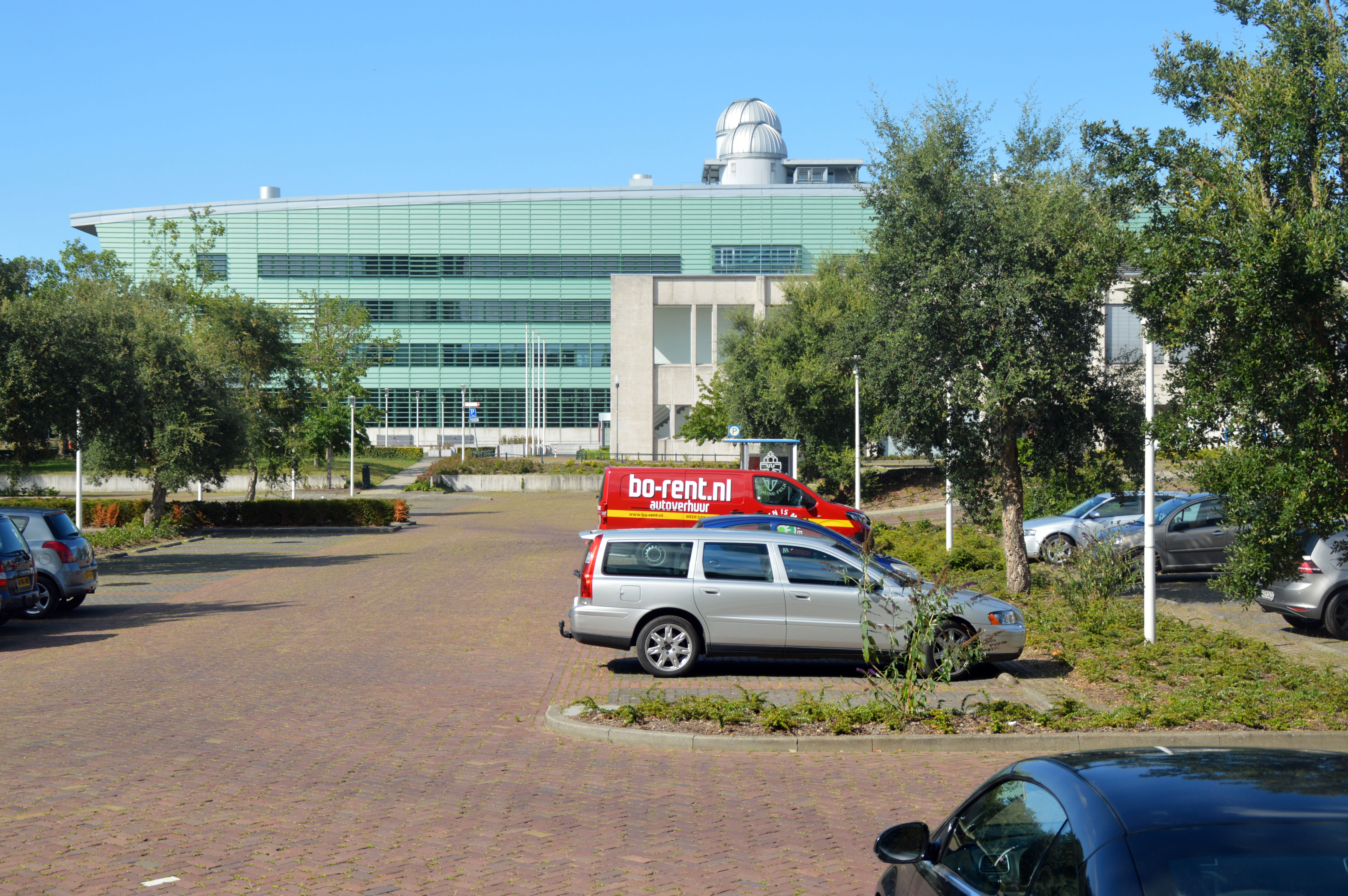
Huygensgebouw zijkant met bovenop het dak de twee optische telescopen.
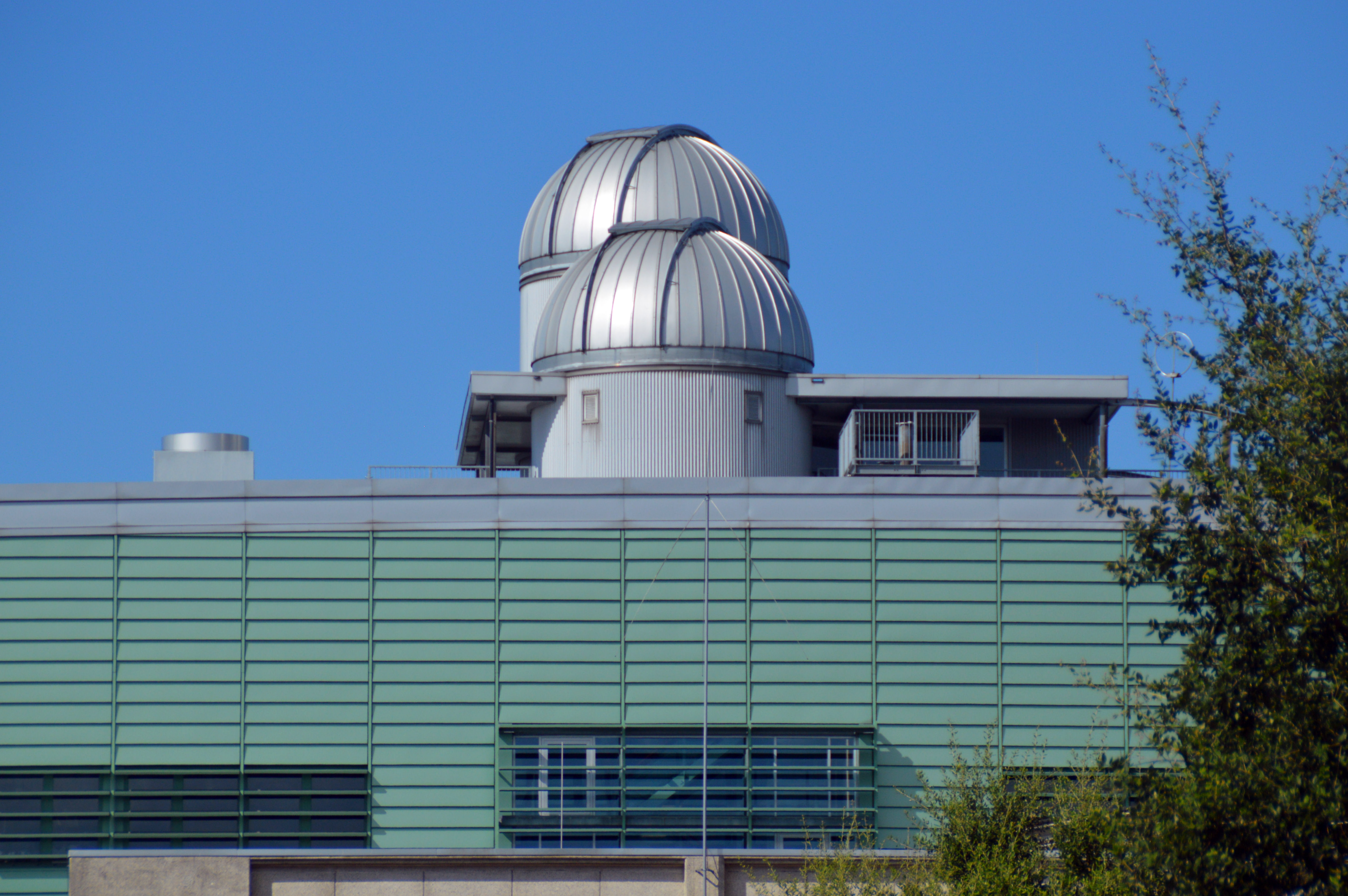
Twee optische telescopen.
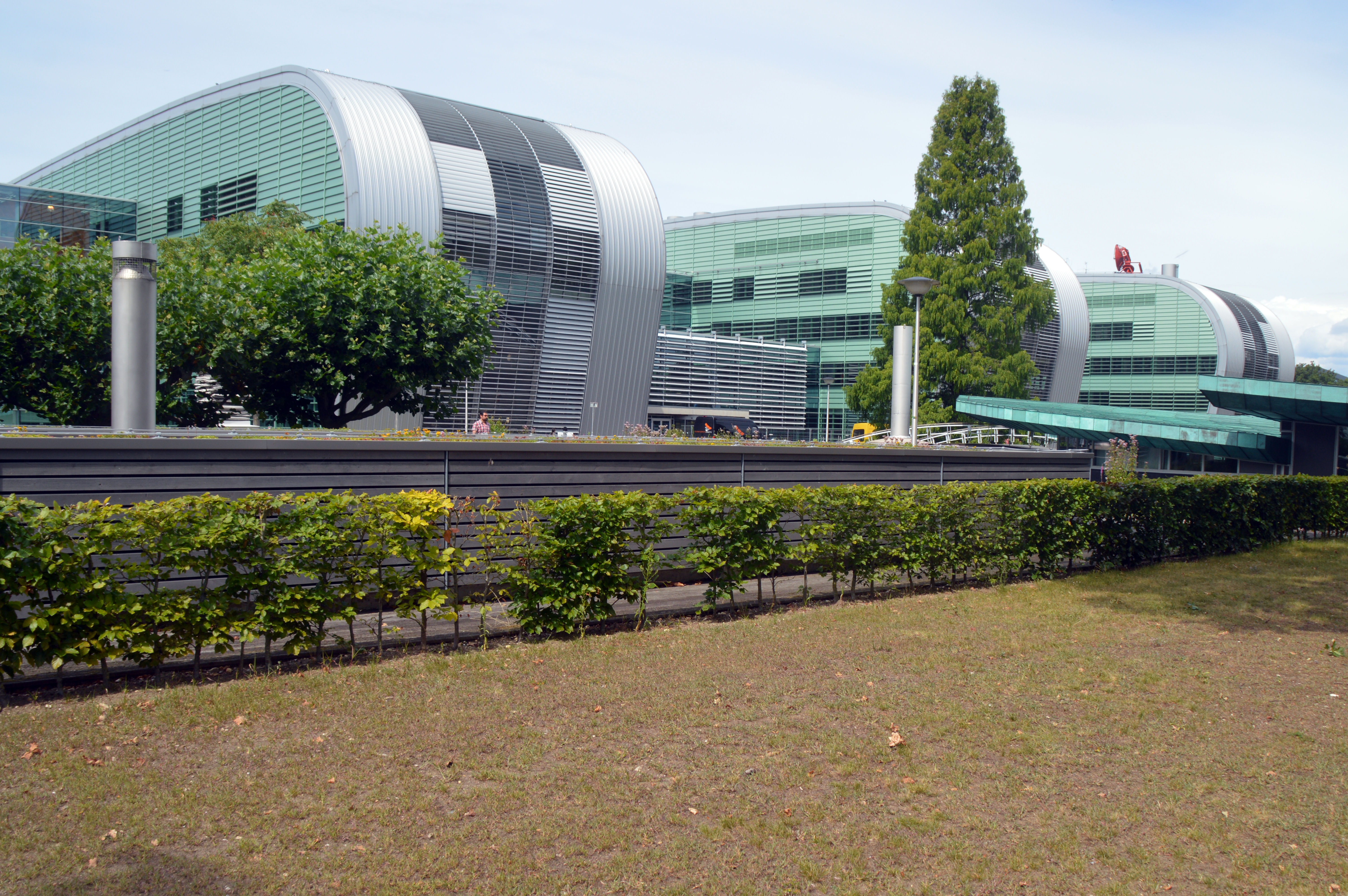
De achterzijde van het Huygensgebouw met rechts een van de twee Radio Interferometers.
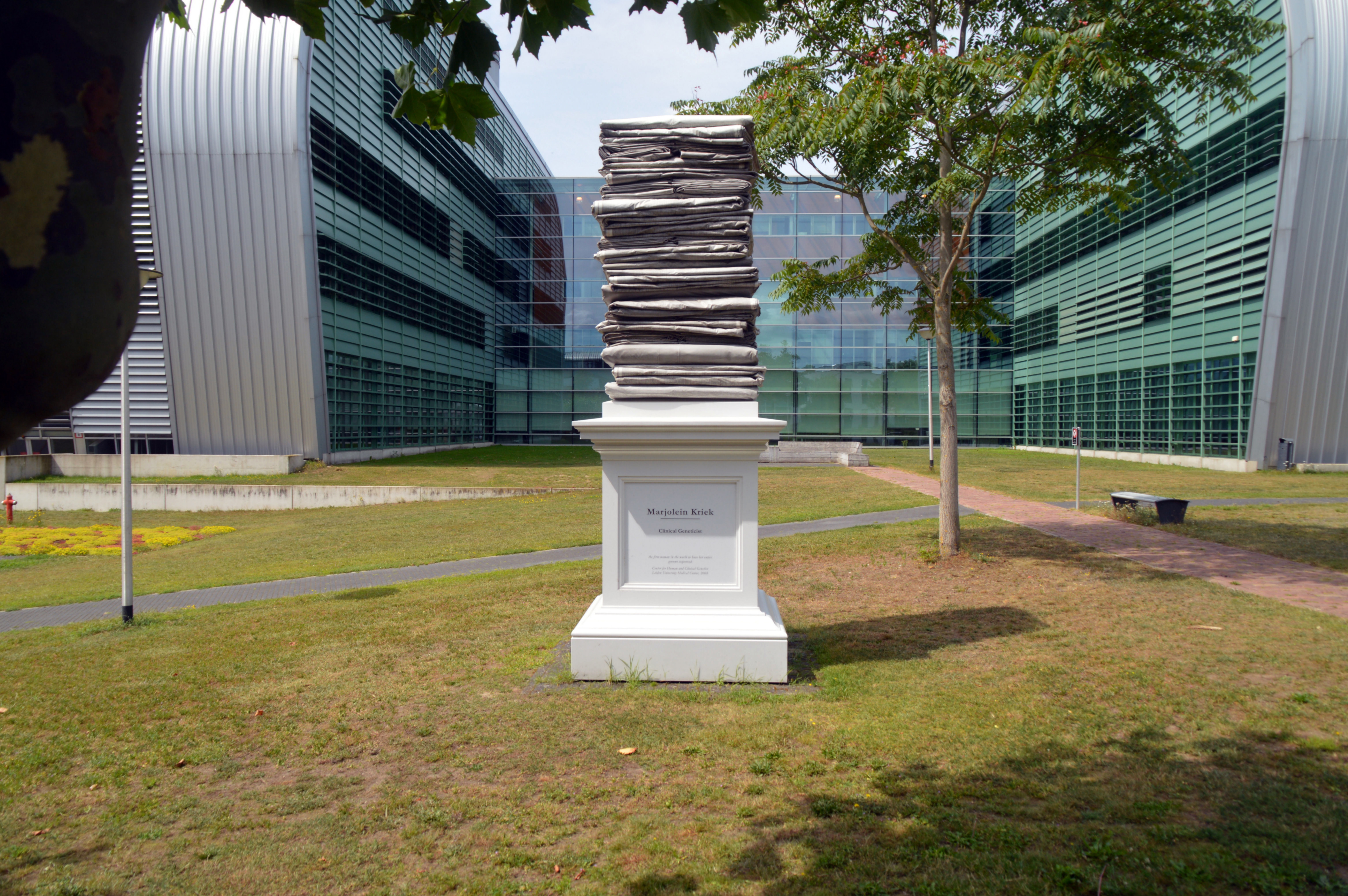
Standbeeld voor Marjolein Kriek.
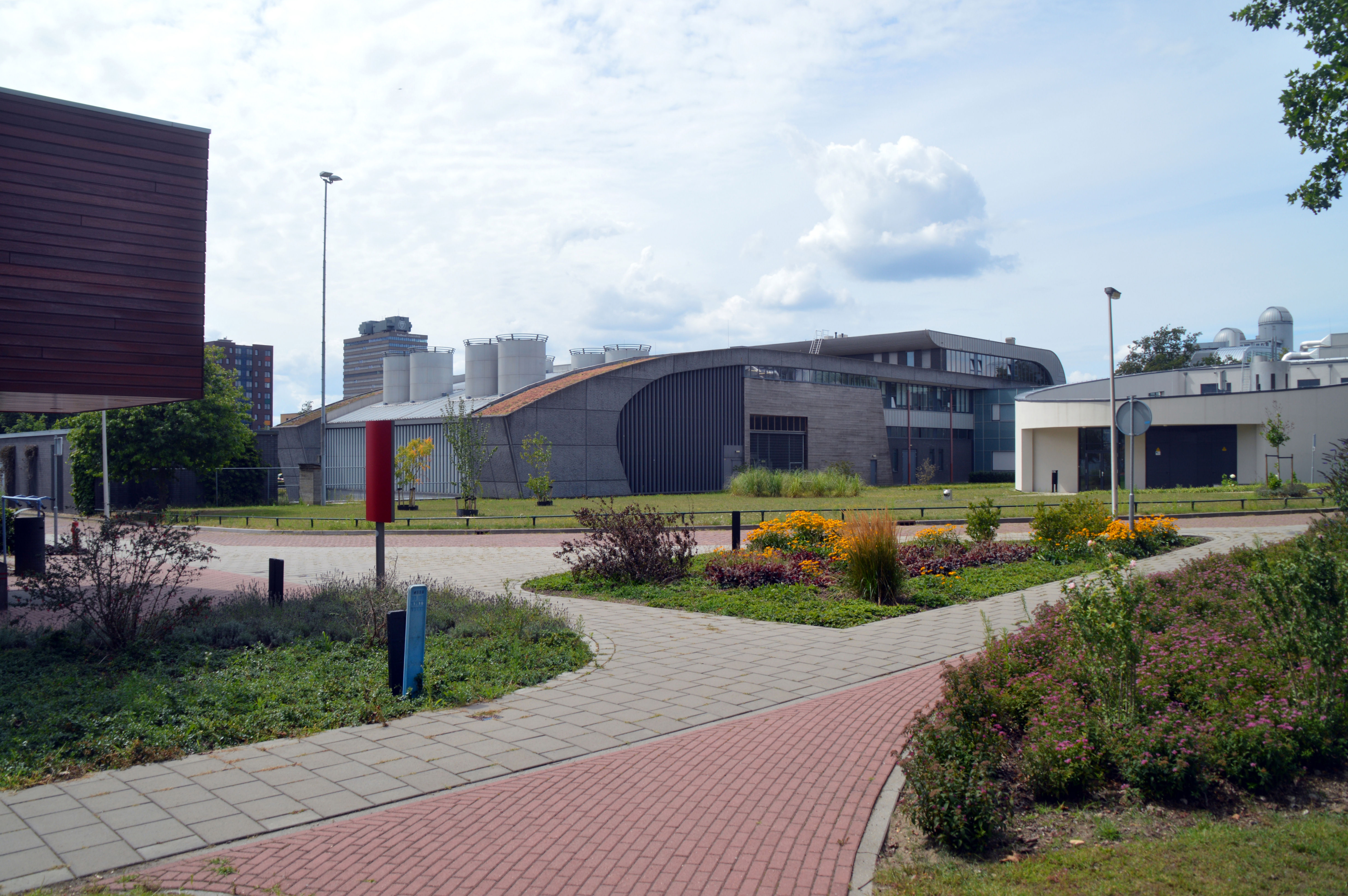
Het High Field Magnet Laboratory.
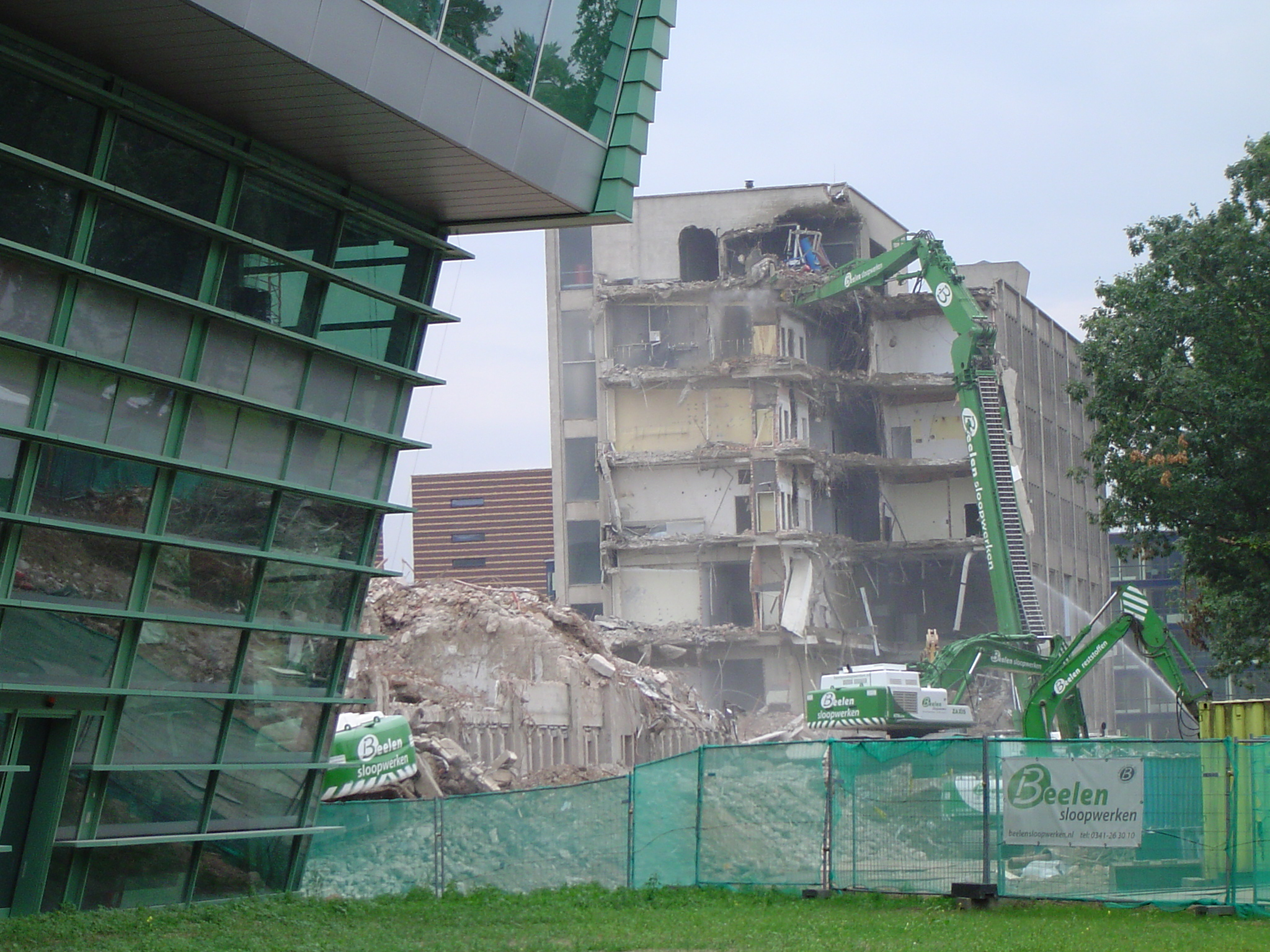
Sloop A-hoofdgebouw (vleugel 1 van Huygensgebouw zichtbaar links)
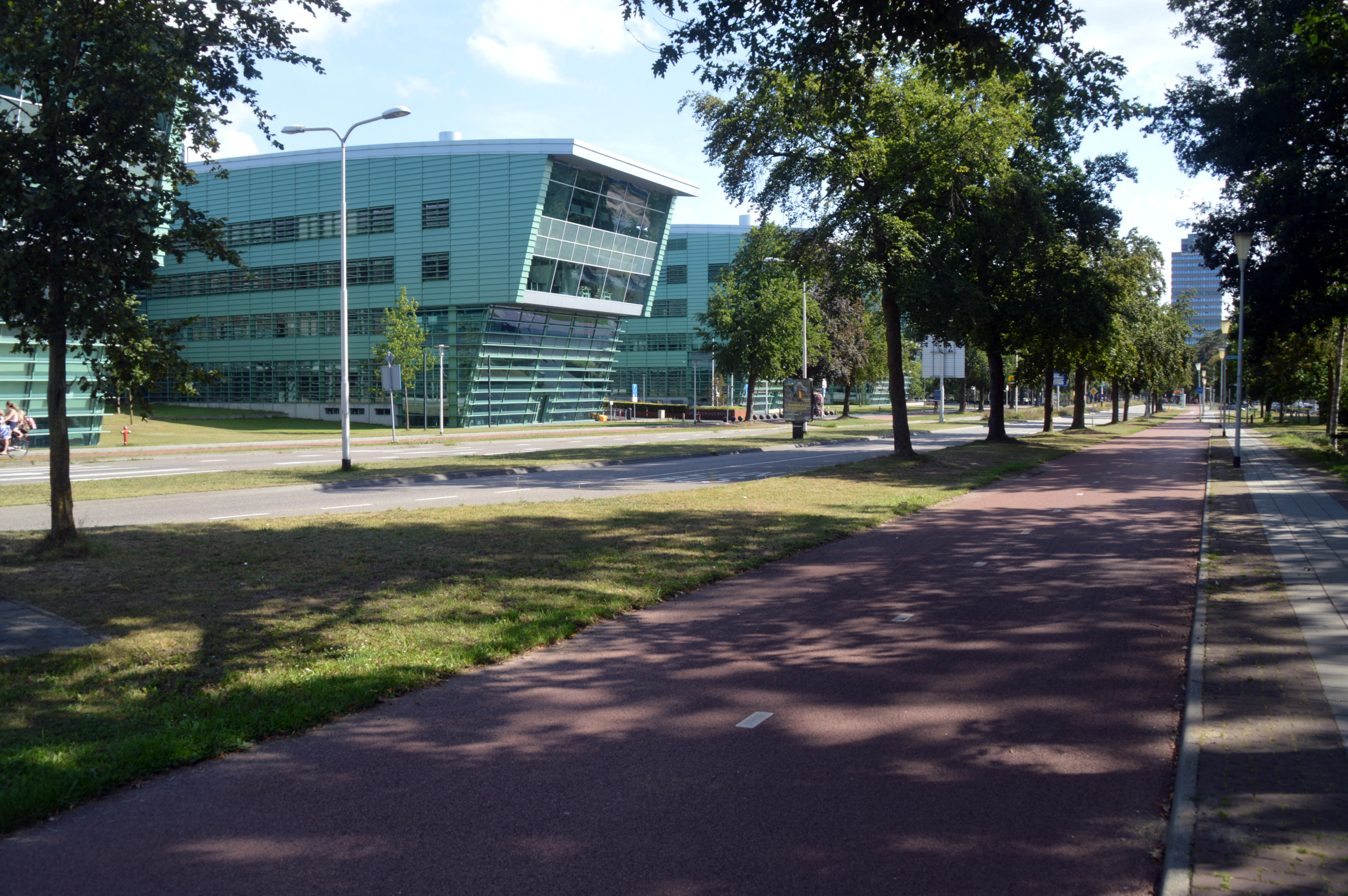
De vier vleugels van het Huygensgebouw met op de achtergrond het Erasmusgebouw.